# Příčná flétna
Příčná flétna je dechový dřevěný nástroj (ačkoli se dnes příčné flétny vyrábějí téměř výhradně z kovu, její stavba a zvukové vlastnosti ji stále řadí k dřevěným dechovým nástrojům). Je tradičně zastoupena ve všech symfonických, dechových i komorních orchestrech, velké využití má i v komorní hudbě, v menší míře se používá i v jazzu.

## Stavba a funkce
Moderní příčná flétna se skládá ze tří částí:
- Hlavice je u moderních fléten rovná, u altových, tenorových nebo basových fléten může být zahnutá. V horní třetině se nachází retný otvor, na kterém je navařen náustek sloužící k podepření dolního rtu. Mírným povytahováním hlavice se ladí celá flétna.
- Střední díl: nacházejí se na něm klapky, které mohou být buď uzavřené nebo otevřené. V případě otevřených klapek se uzavírají dírky pomocí prstů, zatímco v případě uzavřených klapek se dírky uzavírají pomocí klapek. Hra na nástroj s otevřenými klapkami je sice složitější, ale flétnista lépe cítí rychlost proudícího vzduchu a otevřené klapky také umožňují řadu zvukových efektů jako např. glissando nebo hraní mikrointervalů.
- Spodní díl: nejnižší tón flétny může být buď c¹ nebo h, v závislosti na typu spodního dílu. Mimo širšího tónového rozsahu a lepších zvukových vlastností je výhodou H fléten také fakt, že se na ně díky pomocnému hmatu dá snáze zahrát tón c4 (za pomocí tzv. Gizmo klapky, která se dá namontovat jen na H flétny).

Původní Böhmova flétna měla otevřenou klapku gis, postupně se ale začala prosazovat uzavřená. To ale působilo obtíže při hraní tónu e³, a tak se vyvinula tzv. E mechanika, která tento problém odstraňuje. S touto mechanikou se vyrábí většina dnešních fléten.

### Fyzika
Proud vzduchu z úst je namířen na hranu, která ho rozděluje (ostrá hrana nebo ret). Při tom vznikají vzduchové víry a tzv. Strouhalovy třecí tóny, podobné například zvukům rychle se pohybujícího biče nebo při pohybu telefonních drátů ve větru. Jeden proud vzduchu je vždy odváděn ven a druhý dovnitř nástroje, přičemž tělo flétny funguje jako otevřený vzduchový sloupec kde délka sloupce udává výšku tónu (pro C1 vychází délka vzduchového sloupce přibližně 66cm, počítáno od středu retného otvoru), resp. zpomaluje kmitání třecích tónů které vznikají na hraně retného otvoru. Příčná flétna dovoluje modulaci tónu pomocí rtu hráče, svou roli hraje také úhel vdechování.

### Materiál

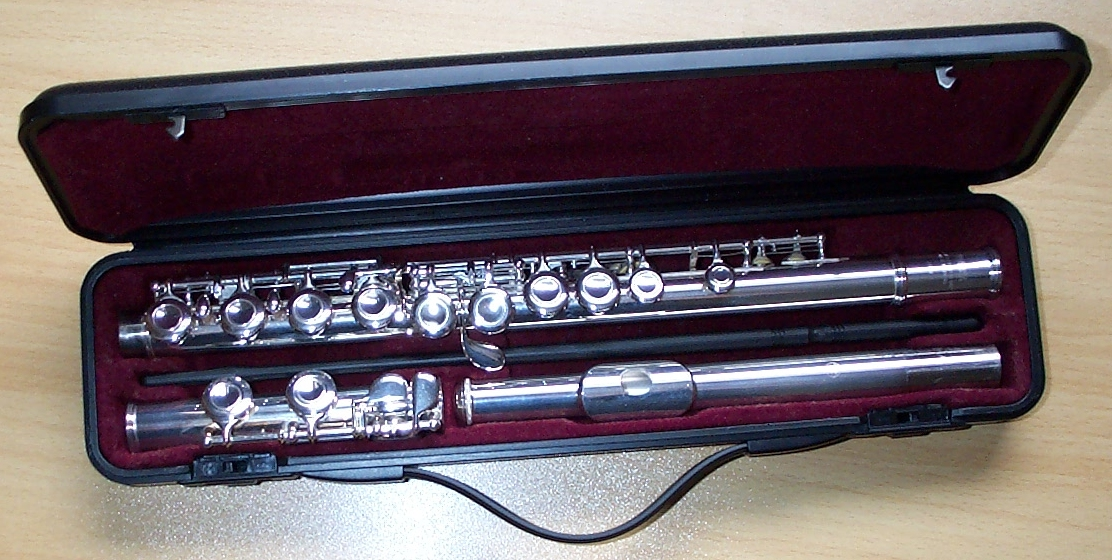
Rozložená flétna v pouzdře

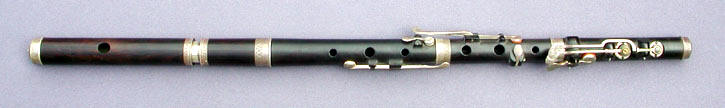
Příčná flétna z období romantismu

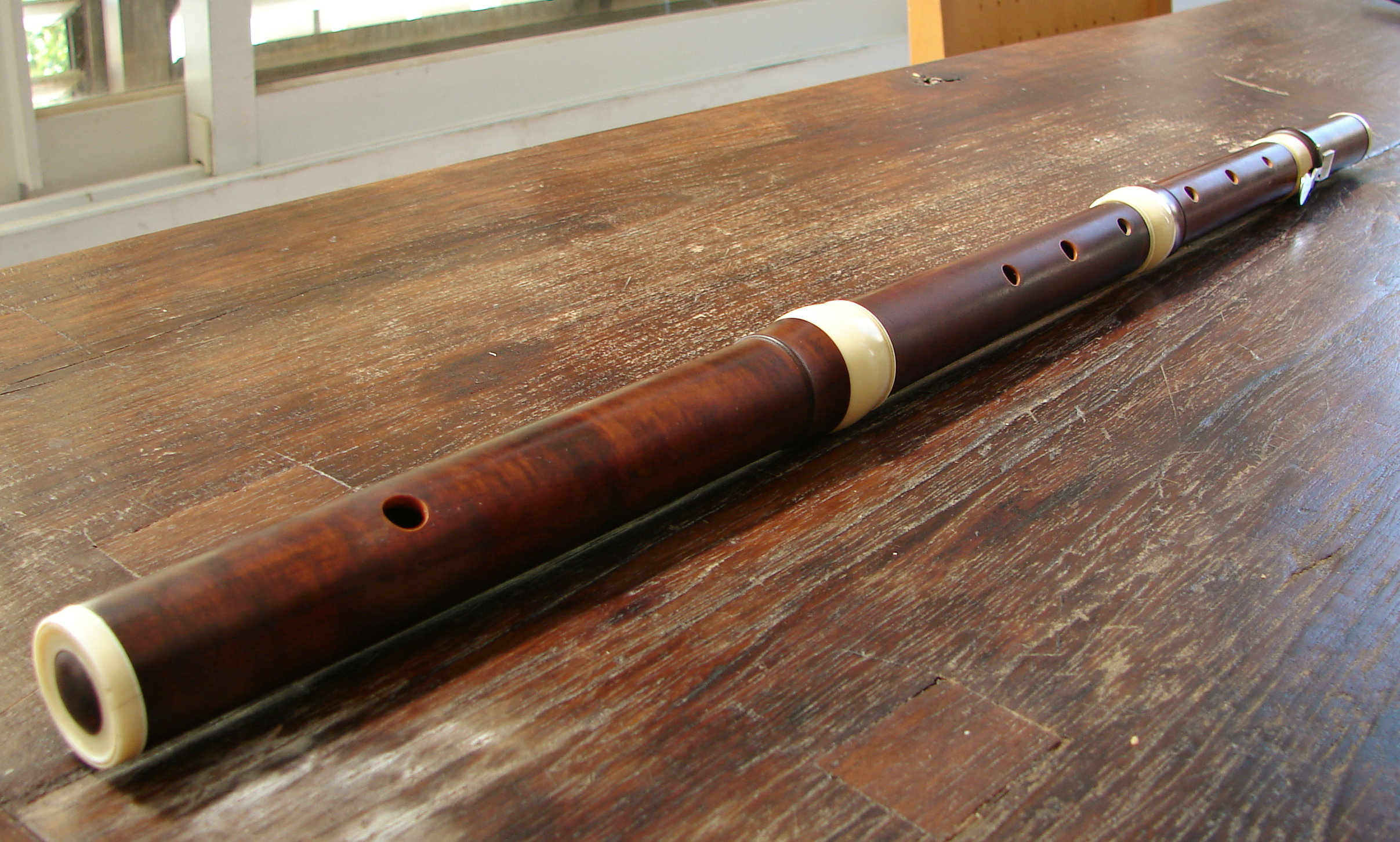
Barokní příčná flétna

Příčné flétny se po staletí vyráběly ze dřeva, první zlatou flétnu zkonstruoval v roce 1869 Louis Lot. Nejkvalitnější flétny se dnes vyrábí ze zlata nebo stříbra, obvyklejší materiály jsou niklová mosaz nebo speciální druhy ocelí (často navíc postříbřené). Flétny mohou být zhotovené také z poněkud exotičtějších materiálů jako zinek, mosaz, titan a podobně, nejlevnější modely pro začátečníky se mohou vyrábět z hliníku. Soubory zabývající se poučenou interpretací staré hudby používají ke hře staré, nebo častěji kopie starých nástrojů.

### Typy fléten
- Pikola: laděná v C (výjimečně také v Des) vznikla na konci 18. století. Je dvoudílná a zní o oktávu výše než příčná flétna.
- Altová flétna: laděná v G, zní o kvartu níže než příčná flétna
- Basová flétna: laděná v C, zní o oktávu níže než příčná flétna, stejně jako altová flétna se používá jen velmi málo

## Historie
Příčné flétny jsou asijského původu a v Evropě se poprvé objevily ve 12. století. V 16. století se zvětšila její mensura, v 17. a 18. století se stala vícedílným nástrojem s opačným kónickým vrtáním (zužování od retného otvoru ke konci) a stala se součástí orchestrů (v této době už lze hovořit o přímém předchůdci příčné flétny). První učebnice "Principes de la Flute" byla vydána v Paříži roku 1707 a jejím autorem byl dvorní flétnista Jacques Martin Hotteterre.
Revoluci ve stavbě příčné flétny i ostatních dřevných nástrojů provedl v roce 1832 švýcarský vojenský kapelník Gordon, v Paříži si ji nechal patentovat Theobald Böhm. Vyvrtal dírky nikoli podle dosažitelnosti prsty, ale podle akustických měřítek, a pak je opatřil klapkami. V roce 1847 navíc nahradil kónickou trubici válcovitou, čímž se zlepšila intonace, ale poněkud se změnily tónové vlastnosti flétny.

## Vybraná díla pro příčnou flétnu
- Antonio Vivaldi: Flétnové koncerty op. 10
- Georg Philipp Telemann: Koncert e moll pro zobcovou a příčnou flétnu a orchestr
- Georg Philipp Telemann: Koncert D dur pro příčnou flétnu a orchestr
- Georg Philipp Telemann: Suita e moll pro 2 příčné flétny, 2 housle a orchestr (Tafelmusik)
- Johann Sebastian Bach: Orchestrální suita č. 2 h moll, BWV 1067
- Johann Sebastian Bach: Flétnové sonáty, BWV 1030-1035
- Georg Friedrich Händel: Sonáty pro flétnu a basso continuo
- Johann Sebastian Bach: Partita pro sólovou flétnu a moll, BWV 1013
- Carl Philipp Emanuel Bach: Sonata a moll pro sólovou flétnu
- Karel Stamic: Koncert G dur pro příčnou flétnu a orchestr, op. 29
- Wolfgang Amadeus Mozart: Flétnový koncert G dur, KV 313
- Wolfgang Amadeus Mozart: Flétnový koncert D dur, KV 314
- Wolfgang Amadeus Mozart: Koncert pro flétnu a harfu C dur, KV 299
- Ludwig van Beethoven: Trio pro klavír, flétnu a fagot G dur
- Claude Debussy: Syrinx pro sólovou flétnu
- Camille Saint-Saëns: Karneval zvířat, část Ptáci
- Carl Nielsen: Flétnový koncert
- Vilém Blodek: Koncert D dur pro flétnu a orchestr
- Jacques Ibert: Koncert pro flétnu a orchestr
- Francis Poulenc: Sonáta pro flétnu a klavír
- Sergej Prokofjev: Sonáta D dur pro flétnu a klavír
- Paul Hindemith: Sonáta pro flétnu a klavír
- Jan Novák: Sonatina pro flétnu a klavír